# 国際連合安全保障理事会決議31
国際連合安全保障理事会決議31（こくさいれんごうあんぜんほしょうりじかいけつぎ31、英: United Nations Security Council Resolution 31, UNSCR31）は、1947年8月25日に国際連合安全保障理事会で採択された決議。インドネシア情勢に関してインドネシア独立戦争の調停のための小委員会について定めたものである。
この決議は、1947年8月1日付の国際連合安全保障理事会決議27のサブパラグラフの(b)に従い、インドネシア独立戦争の平和的解決支援のために両国に対し調停を行うことを決定する。
その一環として3人のメンバーからなる委員会を設置することを準備している旨を示し、メンバーについて1人はオランダが、もう1人はインドネシアが選出を行い、残るあと一人をこの2人のメンバーが選ぶこととした。
決議案は、ポーランド、シリア、ソビエト連邦が棄権し、8票対0票で採択された。

## 詳細
以下はその和訳。
安全保障理事会は、
1947年8月1日の決議27(1947)のサブパラグラフ(b)に基づき、紛争の平和的解決を援助するために、当事者に善意を提供することを決議する。安保理は、締約国が要請すれば、3人の安保理メンバーからなる安保理委員会を通じて解決を援助する用意があることを表明し、各締約国が1人を選び、3人目は選ばれた2人が指名するものとする。